# Monoblastia borinquensis
Monoblastia borinquensis är en lavart som beskrevs av R. C. Harris. Monoblastia borinquensis ingår i släktet Monoblastia och familjen Monoblastiaceae.   Inga underarter finns listade i Catalogue of Life.